# 天邊孝子症候群
天邊孝子症候群是醫學界使用的一個俚語，用來描述一種情況，即長期關係疏遠的親屬，對垂死的老年患者的醫療處置、護理提出質疑，或者堅持要求醫療團隊採取積極措施，無意義的延長患者的生命。

## 描述現象
這類狀況經常發生在加護病房的重症病人，經常會突然出現平常不在照護的子女，出現後就批評醫療團隊的治療，責怪平日在負責照顧的家人，埋怨他們為「何要放棄？」，進行安寧療護。

## 來源
此一說法源自美國醫療領域的「加州女兒症候群」（Daughter from California syndrome），最早出現在醫療文獻記錄，是1991年的《Journal of the American Geriatrics Society》雜誌中的論文，裡面報導在北美洲一個重病且失智的病人入住醫院，她5年未見的女兒立刻從遠方（這名女兒原本居住在加州）趕來醫院照顧，儘管其他家屬已經決定採取讓病人舒服的治療方式，加州來的女兒卻要求醫護人員盡一切可能維持病人的生命，並且威脅醫護人員，要求將病人立刻轉入加護病房，否則就提出訴訟。
在加州的醫療界，會把這種現象稱為「來自紐約的女兒」（daughter from New York），加拿大醫療領域稱為「來自安大略的女兒」（daughter from Ontario）:396: Editor's note to the title.，中文說法則來自台灣的成功大學醫學系林秀娟教授。

## 起因
美國醫生Angelo Volandes在其 2015 年出版的《對話：臨終關懷的革命性計劃》（The Conversation: A Revolutionary Plan for End-of-Life Care）一書中將其歸因於「內疚和否認」，「不一定是對患者最好的」，「來自加州的女兒」則經常被形容為憤怒、善於表達、無知。

## 因應策略
病人、家屬可以先訂定「預立醫療決定書」，簽署放棄急救同意書，避免臨終前不必要的過度醫療、急救。醫院面對提出類似要求的家屬，也應以較為同理、肯定的方式面對，以化解家屬的負面情緒和反彈，減少醫院和家屬雙方的糾紛。